# Краснодарский завод измерительных приборов
ОАО «Краснодарский завод измерительных приборов» (Краснодарский ЗИП) — советское и российское приборостроительное предприятие. Специализировалось на разработке и производстве контрольно-измерительных приборов, информационно-вычислительных комплексов и систем телемеханики, применявшихся в промышленности, транспорте, топливно-энергетическом комплексе, в оборонной промышленности и других отраслях.
Территория завода располагается по адресу: г. Краснодар, ул. Зиповская, д. 5. В настоящее время производственная деятельность на ЗИПе полностью ликвидирована, территория завода сдаётся в аренду. 

## История

### Строительство завода
В сентябре 1937 года Постановлением Совета Народных Комиссаров СССР было запланировано строительства завода, который должен был стать крупнейшим в стране предприятием по производству электроизмерительных приборов. Для этих целей краснодарский горсовет выделил участок 24 гектара на северной окраине Краснодара в районе Первомайской рощи. На месте будущего завода находился недостроенный учебный корпус сельхозинститута.
С началом строительства завода одновременно началась подготовка будущих кадров. В 1937—1938 годах на базе ленинградского ОЛИЗа организованы курсы по изучению технологии приборостроения, методов конструирования и расчётов электроизмерительных приборов, где прошли обучение более 100 работников будущего завода.
В 1938 году в кратчайшие сроки при заводе построена средняя школа № 47.
В апреле 1939 года на опытном заводе выпущена первая партия приборов (тип М1). К концу года организована поточная сборка приборов.
В 1940 году при заводе организовано ремесленное училище с количеством учащихся 1200 человек и заводской электро-механический техникум.
В начале 1940 года завод начал подготовку производства вольтметра постоянного тока М57 и электромагнитных щитовых приборов типа ЭН, МН, НН, выпуск которых начался в 1941 году.

### Великая Отечественная война
3 октября 1941 года из-за начавшейся Великой Отечественной войны принято решение НКЭП СССР об эвакуации завода в Омск, куда уже в ноябре прибыло оборудование и 293 работника предприятия. Наряду с ЗИПом, в Омск был ранее эвакуирован Киевский завод электротехнической аппаратуры (КЗЭТА). На базе этих двух заводов создаётся Омский завод электротехнической аппаратуры. В годы войны завод выпускал приборы М63 для радиостанций.
Во время оккупации Краснодара немецко-фашистскими войсками на территории ЗИПа был создан военный авторемонтный завод № 534. Советские подпольщики Краснодара сообщили об этом командованию Красной Армии, после чего советская авиация разбомбила весь парк немецкой военной техники вместе с заводскими цехами.
Весной 1943 года, после освобождения Краснодара от оккупации, началось восстановление завода. Первоначально на ЗИПе изготавливали запасные части для сельскохозяйственной техники. 
29 июня 1944 года СНК СССР принял решение о восстановлении производства электроизмерительных приборов на краснодарском заводе. Для этого из Саранского приборостроительного завода на Краснодарский ЗИП были направлены опытные рабочие, оборудование и материалы.
27 августа 1944 года — выпуск первой партии приборов — миниатюрных панельных амперметров и вольтметров типа М61 и М63. До конца 1944 года было изготовлено около 5000 таких приборов.

### Послевоенные годы

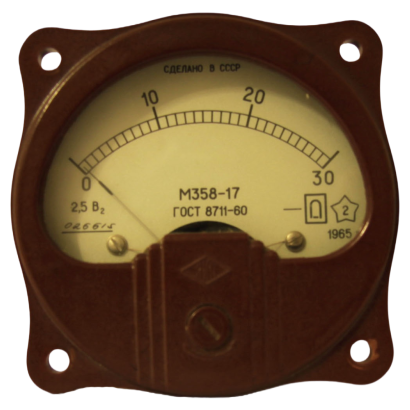
Вольтметр постоянного тока М358.

1946 год — выпуск первого прибора, самостоятельно разработанного заводом — четырёхдекарного рычажного магазина сопротивлений КМС-4 (все ранее выпускавшиеся приборы были разработаны Ленинградским ОЛИЗом). Прибор разработан И. П. Цветковым, под руководством которого в 1946—1947 годах была разработана серия устройств:
- мосты УМВ и МТВ, кабельный мост КМ, реохордный мост Р38(РМ);
- магазины сопротивлений: шестидекадный КМС-6 и высокоомный МСВ;
- высокоомный потенциометр ППТВ-1,

Эта серия положила начало новому направлению в деятельности завода — разработке и производству метрологического оборудования.
1948 год — разработка и выпуск щитовых показывающих амперметров и вольтметров переменного тока типа Э30 (К230) и Э31 (К240) (разработчик — Н. В. Мартыненко). Приборы выпускались до 1966 года объёмами до 1 млн шт. в год. На базе измерительного механизма приборов Э30 в дальнейшем были освоены многопредельные переносные приборы переменного тока ЭП1 и ЭП2, которые изготавливались до 1962 года по несколько десятков тысяч в год.
1949 год — начало выпуска самопишущих амперметров, вольтметров и ваттметров Д331, Д332, Д333 (разработаны М. Ф. Реутовой).
5 декабря 1949 года — организация на заводе собственного специального конструкторского бюро по разработке электроизмерительных приборов (СКБ).
В 1950—1953 годах разработана серия щитовых приборов с габаритом по наличнику 160×160 мм:
- амперметры и вольтметры постоянного тока М340;
- частотомеры ферродинамические Д340;
- ваттметры 3-х фазных Д341;
- фазометры 3-х фазных Д342;
- синхроноскопы Э32;
- ваттметры активной и реактивной мощности переключающиеся Д343;
- частотомеры на повышенные частоты (180—220 Гц) Д340/1;
- милликулонметры М341.

В 1950—1955 годах под руководством Б. А. Лапина разработана серия самопишущих приборов для комплектования щитов электростанций габарита 480×310×230 мм. — амперметры и вольтметры переменного тока, трехфазные ваттметры, амперметры и вольтметры постоянного тока Н323/1, частотомеры Н305 и серию приборов для записи аварийных режимов в энергосистемах (Н336, Н325/1,Р335).
В 1956—1959 годах разработан унифицированный измерительный механизм с внутрирамочным магнитом, на основе которого разработаны массовые типы щитовых и переносных показывающих приборов М358, М362, М359, М361, М363, М364, М330, Ц362, Ц32, М365. Серийное производство этих приборов осуществляли так же Чебоксарским и Ереванским заводами.

### 1960—1980 годы

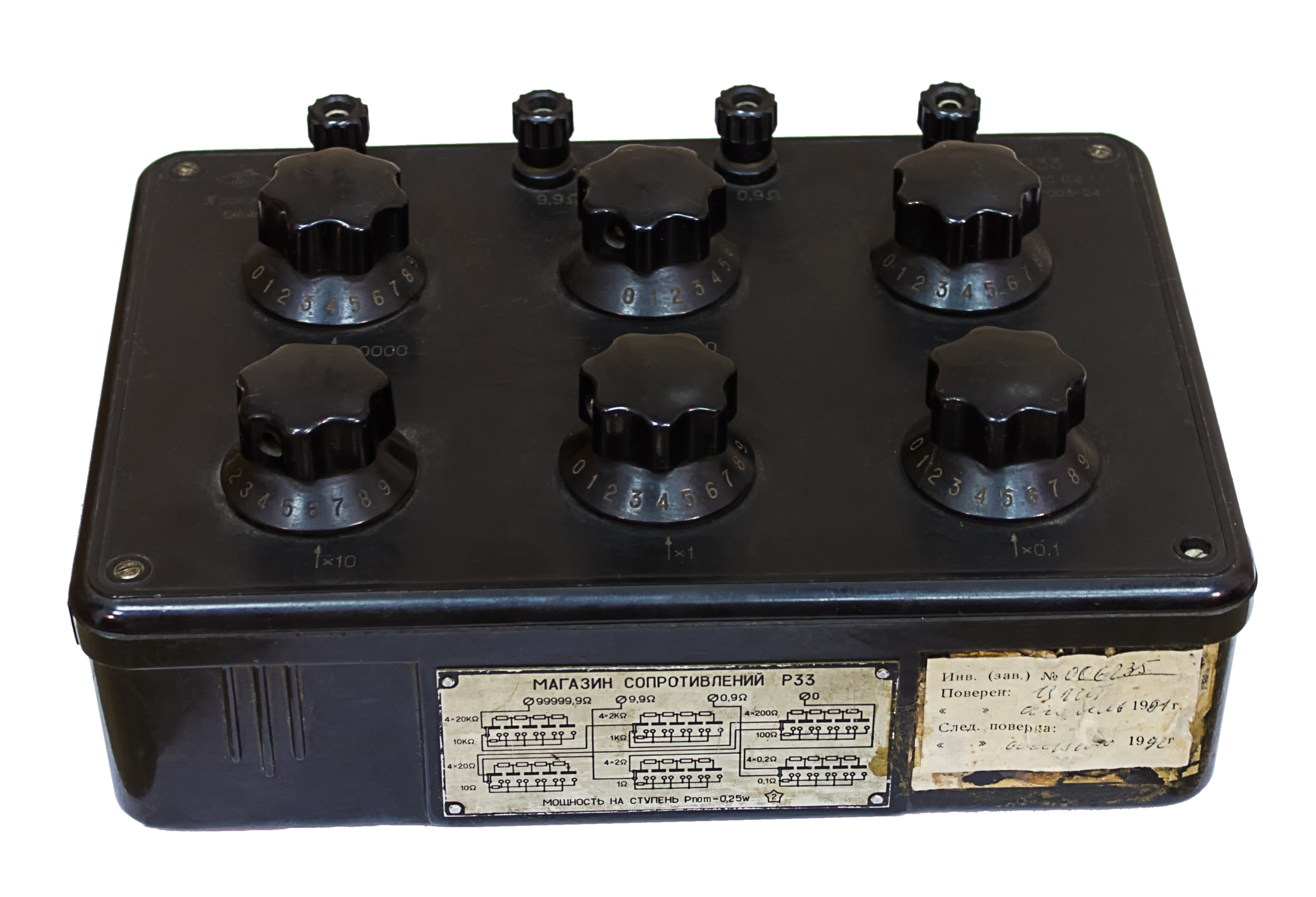
Магазин сопротивлений Р-33, к.т. 0,2/6×10^{6}, 6 декад, от 0,1 до 99999,9 Ом.

В 1961 году освоено производство серии щитовых показывающих амперметров и вольтметров постоянного и переменного тока габаритом по наличнику 110×110 мм и 135×135 мм (М761, М362, Э761, Э762, Д771, Д772, Д771/1, Д772/1, Э771, Э772, Д761, Д762, Э781, Э782), разработанных Ленинградским ВНИИЭП
В 1960—1965 разработана серии:
- щитовых самопишущих приборов с габаритом по наличнику 160×160 (Н340-Н350);
- переносных самопишущих приборов с приводом лентопротяжного устройства от часового механизма (Н372, Н384);
- быстродействующих самопишущих одно и многоканальных приборов серии Н320/1-2-3;
- первый двухкоординатный самопишущий прибор Н359.

В 1962 году заводом была освоена серия переносных показывающих ваттметров, фазометров и частотомеров Д381, Д382 и Д383.
В 1966 году указом Президиума Верховного Совета СССР за большие успехи в развитии электроизмерительной техники, разработку и внедрение в серийное производство высокоточных приборов Краснодарский завод электроизмерительных приборов (ЗИП) был награждён орденом Трудового Красного Знамени. 
В 1973 году на заводе начинается внедрение современной автоматизированной системы управления производством с использованием ЭВМ «Минск-22». Начало применения ЭВМ в производстве стало необходимым из-за сложностей подсчёта производственных операций и управления производством вручную. Внедрение компьютерной системы позволяло коллективу ЗИПа успешно решать задачи ускорения научно-технического прогресса в советском приборостроении.

В начале 1970-х годов на ЗИПе были проведены работы по разработке и внедрению в производство новых цифровых приборов. Освоено производство серии цифровых омметров, ампервольтметров. Заводским конструкторским бюро первым в Советском Союзе разрабатывается линейка быстродействующих самопищущих приборов серии Н3031, Н3092 и т.д. Для медицины были разработаны быстродействующие многоканальные кардиографы. В ходе девятой пятилетки коллектив Краснодарского ЗИПа был награждён Памятным знаком ЦК КПСС, Совмина СССР и ЦК ВЛКСМ «За трудовую доблесть».

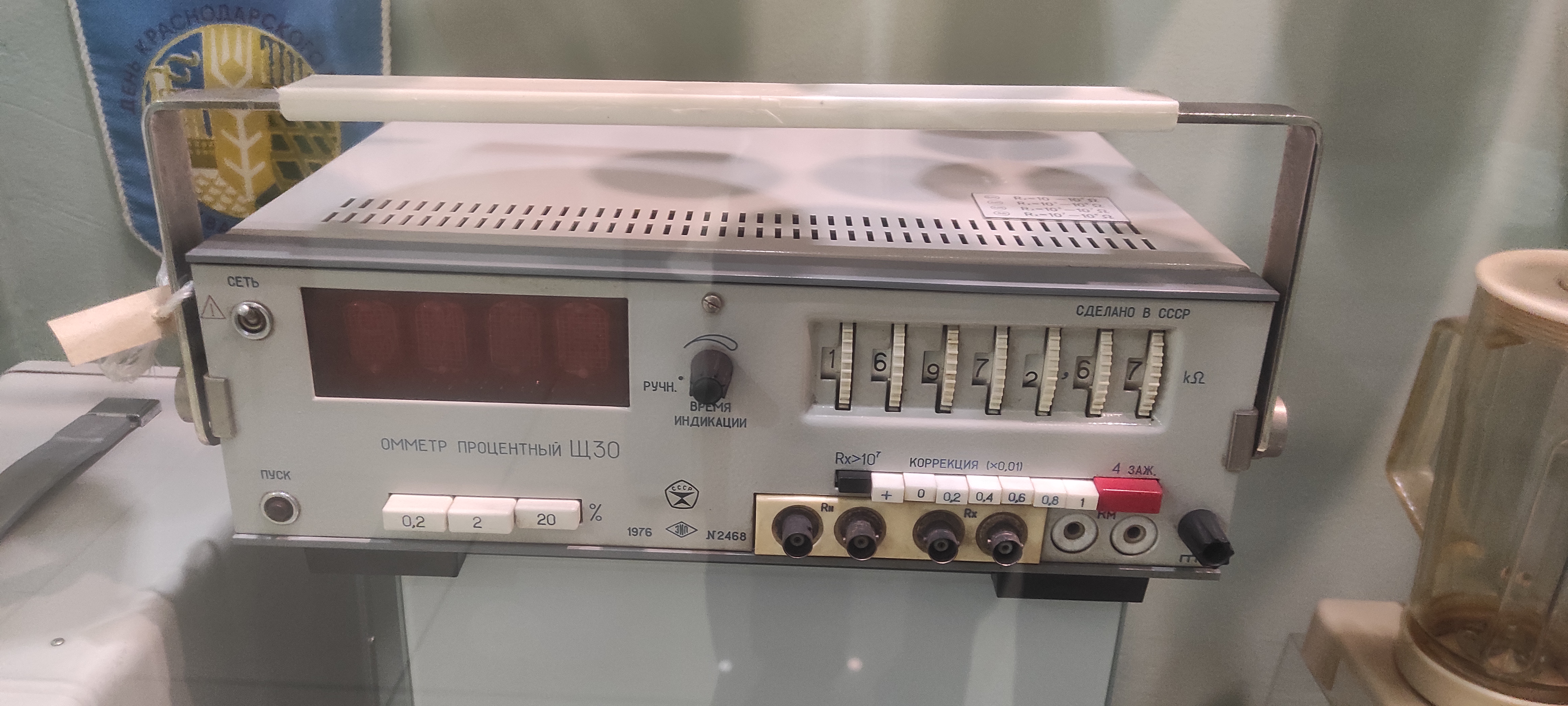
Омметр процентный Щ30

Разработанные силами конструкторского бюро ЗИПа катушки сопротивления вошли в Государственный эталон Ома, а полуавтоматические потенциометры были включены в Государственный эталона Вольта. 
В октябре 1978 года по приказу Министерства приборостроения, средств автоматизации и систем управления СССР Краснодарский ЗИП вместе со своими филиалами в Переясловской и Хадыженске преобразовывается в производственное объединение «Краснодарский ЗИП» (ПО «Краснодарский ЗИП»). 
К концу 1970-х годов 35 типов приборов, созданных на ЗИПе, удостоились Дипломов ВДНХ, медалями выставки были награждены 119 разработчиков, а 9 типам приборов были присуждены золотые медали Международной ярмарки в Лейпциге (ГДР).
В первой половине 1980-х годов предприятие освоило выпуск средств телемеханики и информационно-вычислительных комплексов.

### Перестройка
Во второй половине 1980-х предприятие начало выпускать:
- самопишущие быстродействующие приборы ЭН3004/4 и ЭН3004/6;
- меры электрического сопротивления МС 3005, МС 3006, МС 3007;
- информационно-вычислительные комплексы ИВК-12;
- электрокардиографы Н3051[К 6].

На начавшуюся в СССР программу конверсии ЗИП перешёл относительно быстро, так как доля выпускаемой заводом оборонной продукции была сравнительно небольшой. Значительно расширяется номенклатура выпускаемых товаров народного потребления, таких как стиральные машинки «Гномик» и СМ-1, электромясорубки Б 3066, электросоковыжималки СВСА, детские игрушки и т.д.
На конец 1980-х годов ПО «Краснодарский ЗИП» являлось одним из крупнейших приборостроительных объединений в СССР. Предприятие выпускало большую номенклатуру продукции и имело богатый научный и производственный потенциал. Численность работающих на ЗИПе в 1989 году составляла ~14 тысяч человек, из них 550 — сотрудники специального конструкторского бюро (СКБ), занятые разработкой новой техники. Также Краснодарский ЗИП имел развитую социальную инфраструктуру: техникум электронного приборостроения, дворец культуры и техники ЗИП, турбазу, заводские команды по разным видам спорта и т.д.

### Приватизация и прекращение производства
В августе 1993 года предприятие приватизируется и акционируется. Из-за распада СССР и спровоцированного нарушения промышленной кооперации, многочисленными финансовыми реформами, а также из-за безграмотных действий новых собственников, у бывшего госпредприятия начались серьёзные трудности.  
В 1994 году новые собственники разделяют цеха и корпуса ЗИПа на отдельные дочерние компании. Раздел производства между компаниями оказался неэффективным, поэтому в 1995 году все дочерние предприятия обратно объединяются в единое юридическое лицо. Однако даже обратное объединение не смогло улучшить финансово-экономическое положение завода: продолжали накапливаться долги перед банками и краевым бюджетом. 
Для выхода из предбанкротного состояния руководство Краснодарского ЗИПа начинает распродавать имущество. Так, в 1996 году был продан ДК ЗИП, а в 1997 году в помещениях заводоуправления и цехов № 10 и 49 был открыт выставочный центр «Краснодар». Тем не менее продажа имущества не помогла предприятию преодолеть кризис. 
К началу 2000-х годов ОАО «Краснодарский ЗИП» полностью утратил свои позиции на рынке щитовых приборов, шунтов, самописцев, средств автоматики. Некогда устойчиво работавшее предприятие, имевшее в начале-середине 1990-х годов монопольные позиции на рынке измерительной техники, потеряло опытных сотрудников, распродало имевшуюся на балансе недвижимость и практически полностью прекратило производство.
В 2006 году на мощностях ОАО «Краснодарский ЗИП» было специально создано ООО «ЗИП-Партнёр», которое по договору возобновило производство и реализацию приборной продукции. Тем не менее даже в реорганизованном виде объёмы производства на ЗИПе были значительно ниже предыдущих лет, а рентабельность самого производства постоянно уменьшалась.
По итогам 2012 года ОАО «Краснодарский ЗИП» был получен очередной убыток в размере 28,9 млн руб. Отсутствие модернизации мощностей, многолетние убытки и накопившиеся долги не позволили заводу конкурировать с зарубежными компаниями и вынудили полностью остановить производство. Фактически к 2012 году ОАО «Краснодарский ЗИП» прекратило своё существование как приборостроительное предприятие, превратившись в центр аренды площадей. 

## Продукция
- Фазометры
- Частотомеры
- Ваттметры и варметры
- Установки, калибраторы
- Приборы контактные для измерения тока, напряжения и температуры
- Омметры и синхроноскопы
- Мосты, меры сопротивления
- Приборы цифровые
- Амперметры и вольтметры
- Приборы самопишущие щитовые
- Приборы переменного тока
- Приборы постоянного тока[14]
- Осциллографы (преимущественно учебные)

## Современное состояние
На сегодняшний день территория Краснодарского ЗИПа сдаётся в аренду множеству сторонних фирм и организаций. 
Многое имущество, ранее принадлежавшее заводу, было распродано. Например, в здании заводоуправления разместился Институт маркетинга и социально-информационных технологий (ИМСИТ), а ДК ЗИП был выкуплен городской администрацией и преобразован во дворец бракосочетаний «Екатерининский Зал». 
На уцелевшей территории ЗИПа ведут деятельность десятки мелких фирм, часть из которых ещё принадлежит головному предприятию. В настоящее время под вывеской «ЗИП» с разными приставками существует несколько мелких полукустарных предприятий, производящих некоторые позиции из некогда огромной номенклатуры.

Также в бывших корпусах завода располагалась художественная группа «Группировка ЗИП».

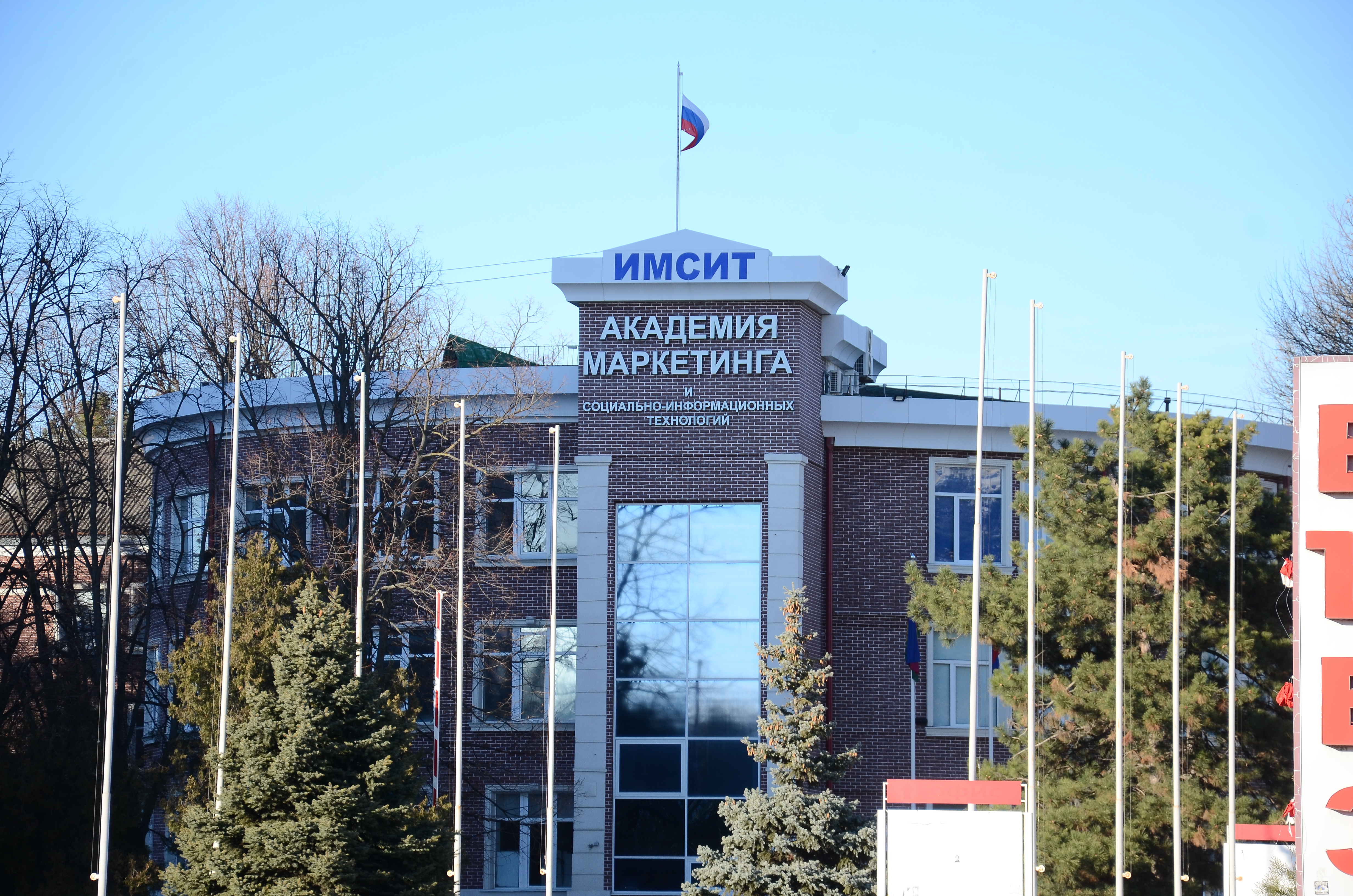
Бывшее здание заводоуправления. Сейчас — здание ИМСИТа
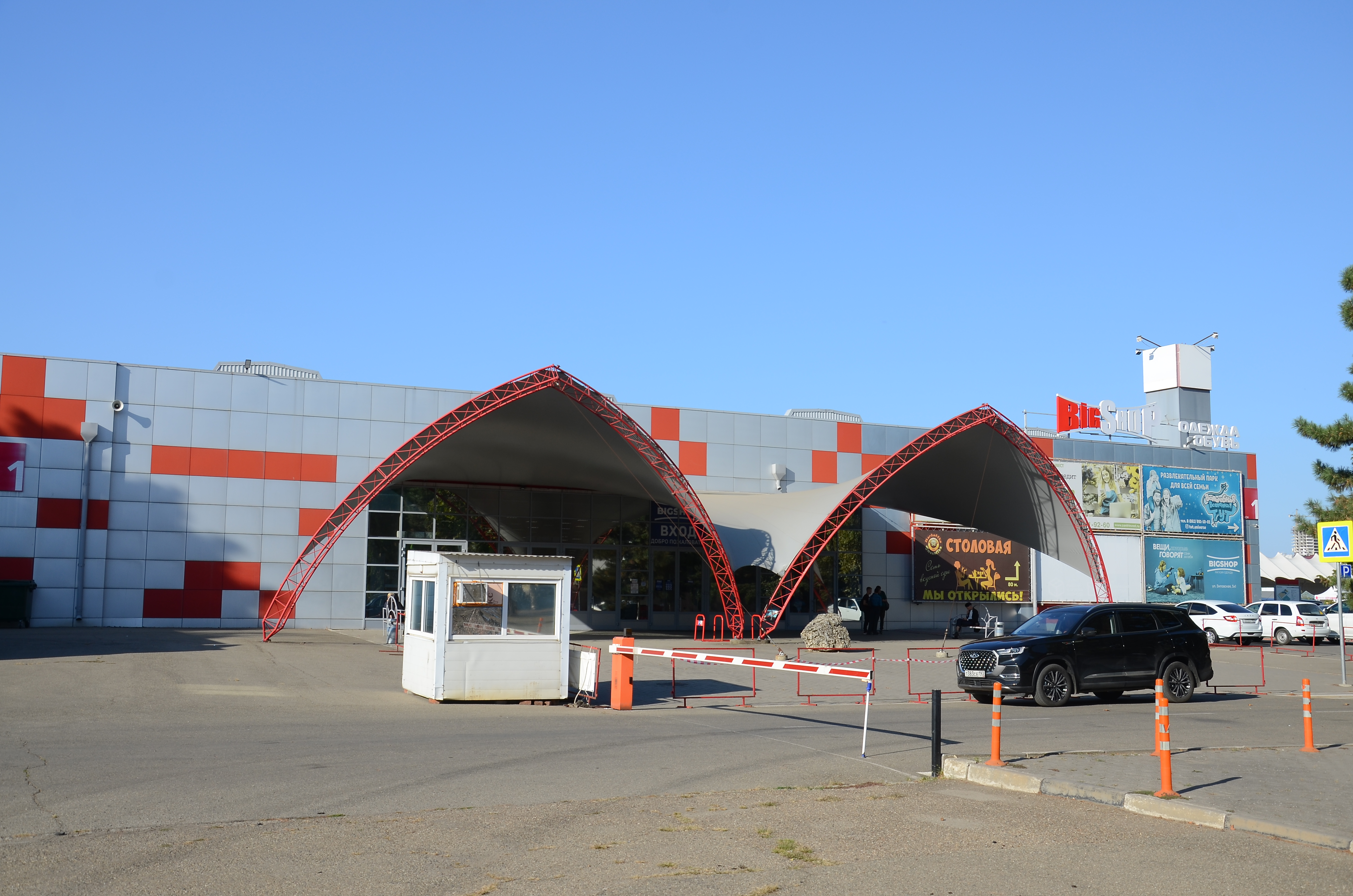
Цех пластмассового литья. Сейчас — павильон МФЦ
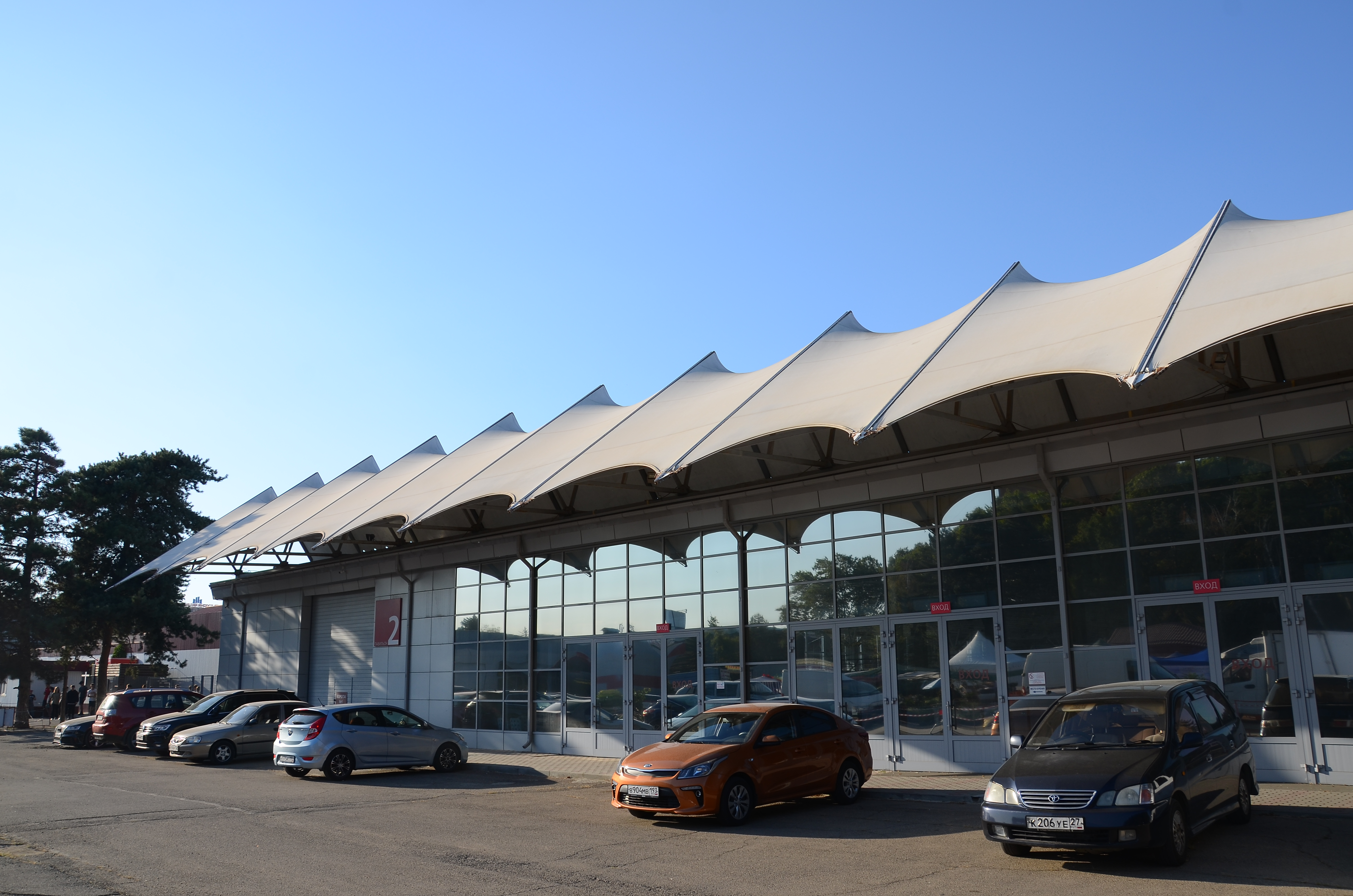
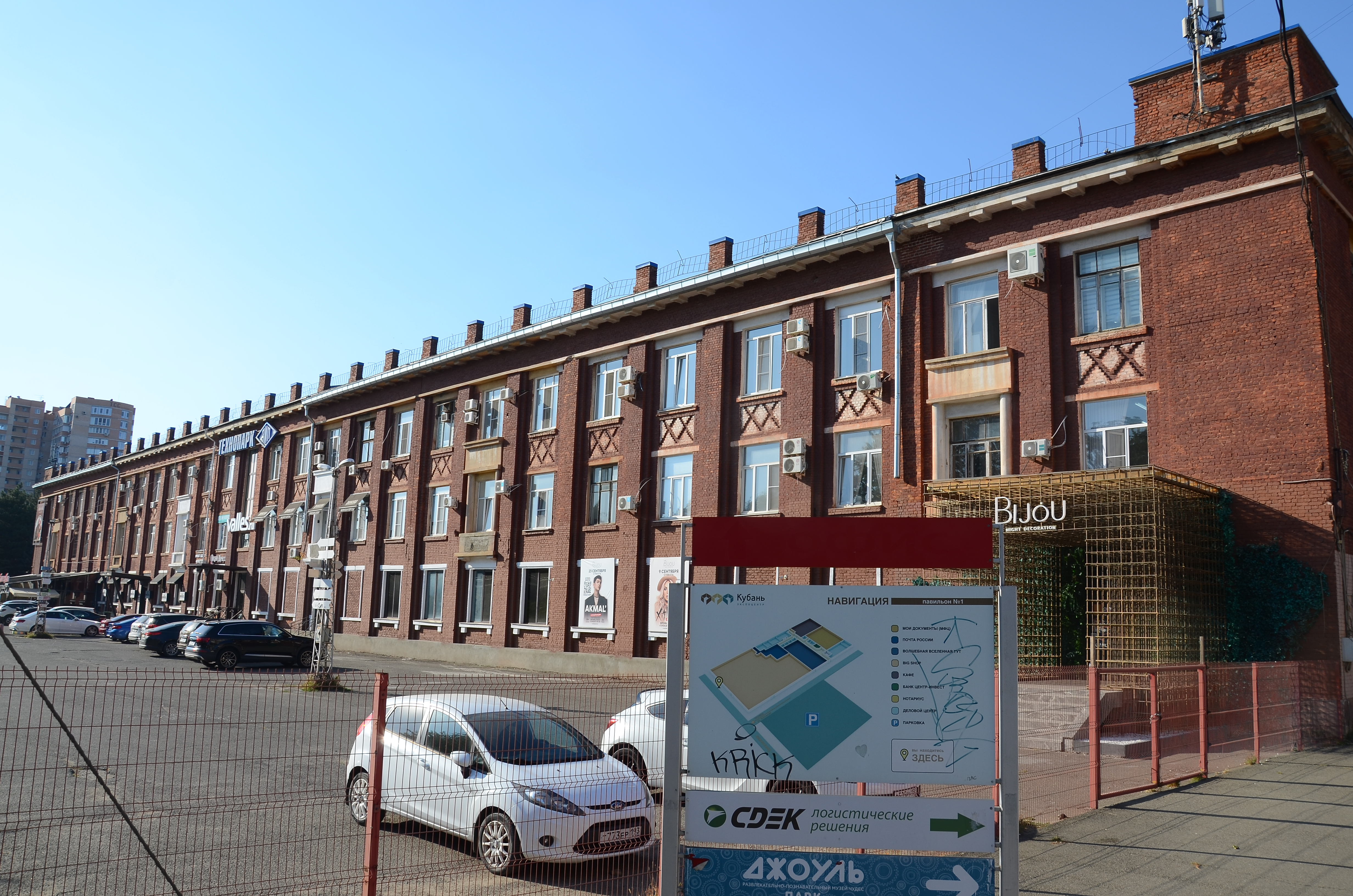
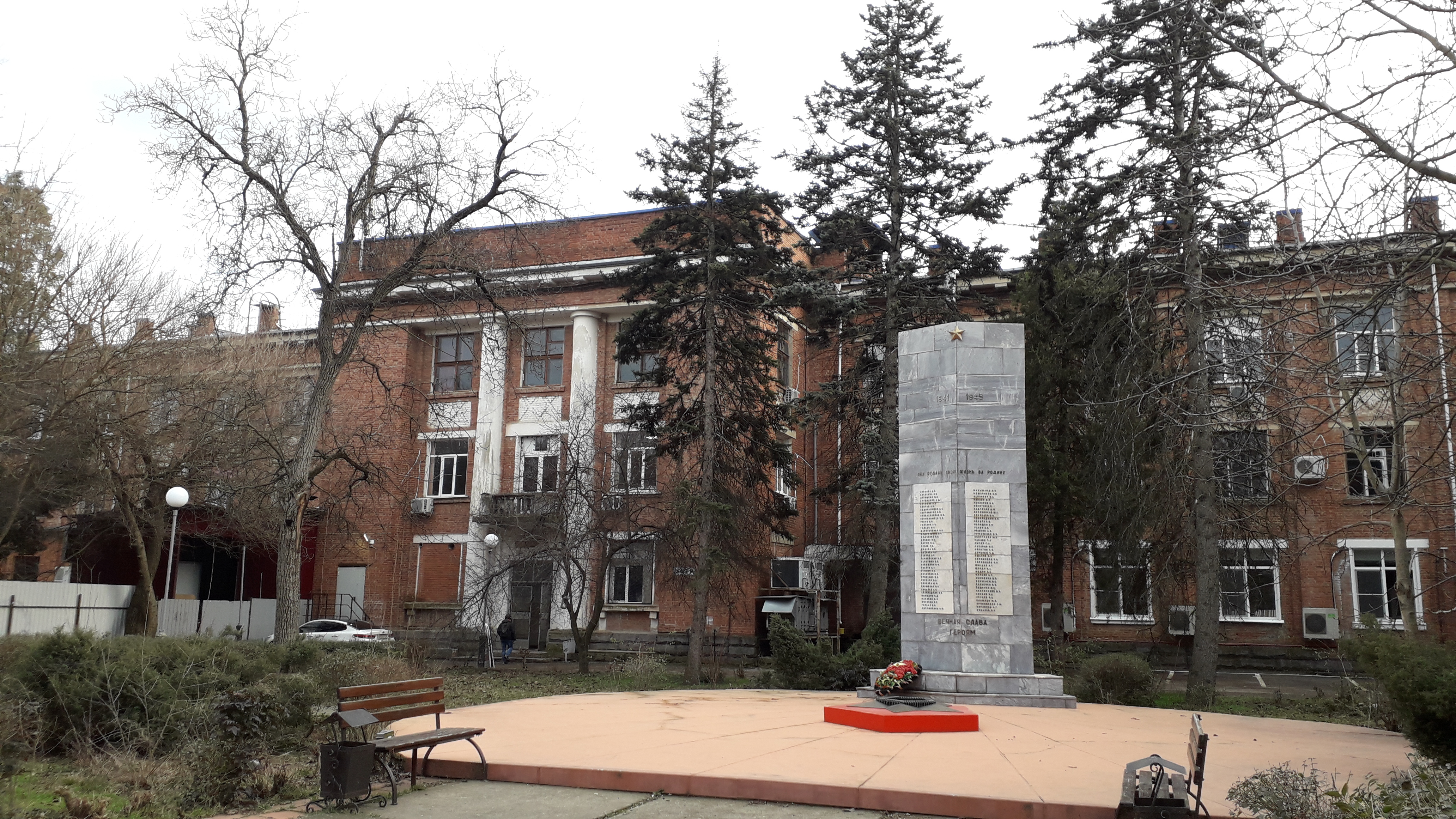
Обелиск перед инженерным корпусом, установленный в честь воинов-рабочих ЗИПа, погибших на фронтах Великой Отечественной войны
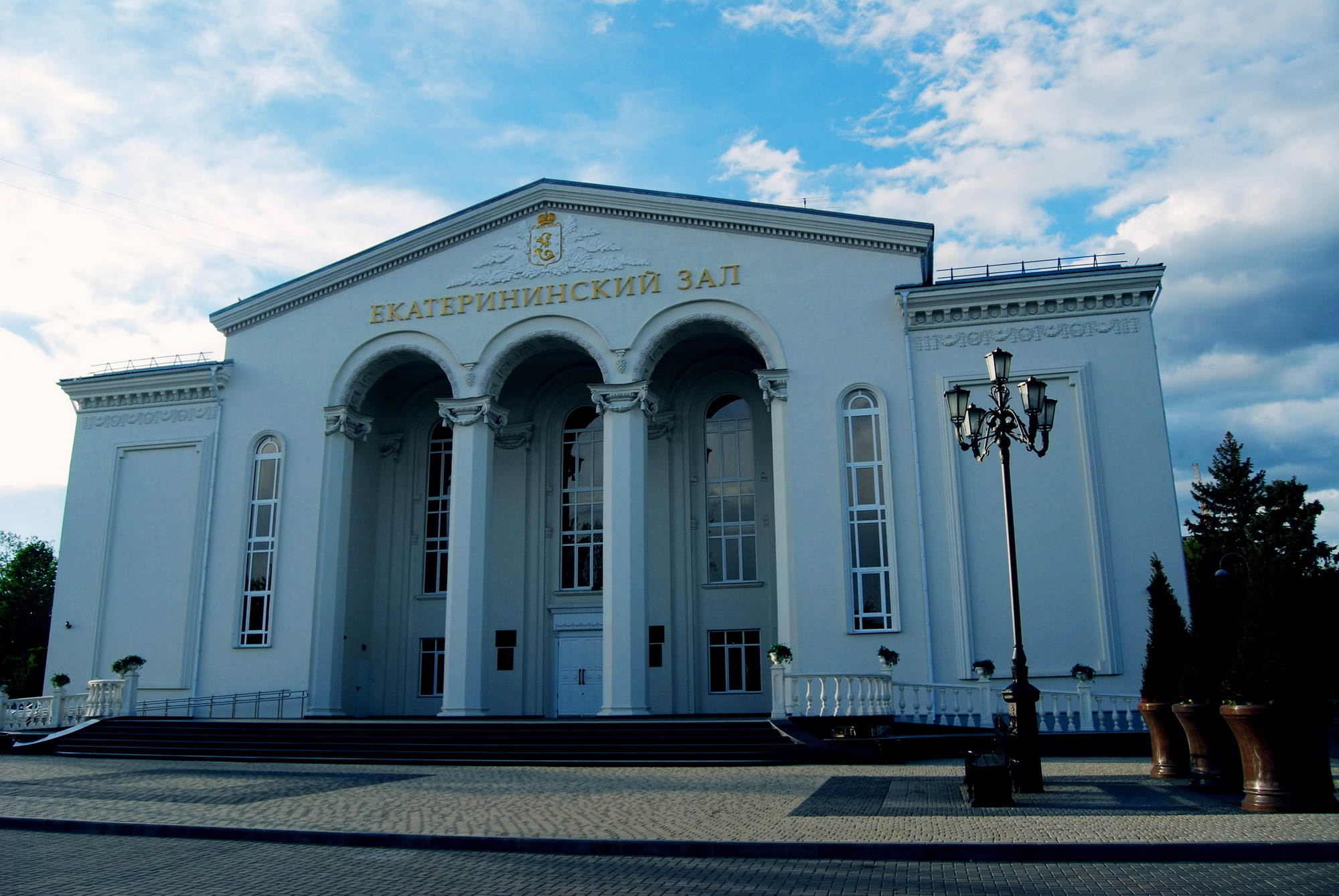
ДК ЗИП. Сейчас  — Екатерининский зал

## Знаменитые сотрудники
- Шкабардня, Михаил Сергеевич (род. 1930 году) — советский государственный деятель, министр приборостроения, средств автоматизации и систем управления СССР (1980—1989);
- Шумейко, Владимир Филиппович (род. 1945 году) — российский политический и государственный деятель, в начале 1990-х годов — один из близких сподвижников Б. Н. Ельцина.

## Комментарии
1. ↑  прибор разработан ОЛИЗ перед войной, в послевоенный период массово выпускался Краснодарским ЗИПом до 1956 года
2. ↑  прибор устанавливался на широко применявшуюся во время войны коротковолновую радиостанцию «Север»
3. ↑  завод «ОЗП» представлял собой часть ОЛИЗа, которую успели эвакуировать из Ленинграда до начала блокады
4. ↑  по мере развития собственного специального конструкторского бюро доля приборов сторонней разработки постепенно снижалась, но завод привлекался к массовому выпуску приборов, разработанных на других предприятиях вплоть до 1970-х годов
5. ↑  была выпущена специальная серия этих приборов для центрального щита управления строящейся Сталинградской ГЭС[3]
6. ↑  производство кардиографов было освоено предприятием в конце 1960-х годов